# Spoorloos
Spoorloos é um filme neerlandês de drama dirigido e escrito por George Sluizer e Tim Krabbé e estrelado por Gene Bervoets. Foi lançado em 1988 e narra a procura obsessiva de um homem por sua namorada após seu desaparecimento.
O filme recebeu criticas positivas da mídia, sendo considerado um dos grandes clássicos do cinema neerlandês. Uma refilmagem do filme foi feita em 1993 sob título homônimo. O filme, também, foi selecionado para representar os Países Baixos na edição de 1989 do Óscar.